# Bol (Chorwacja)
Bol – miasto w Chorwacji, w żupanii splicko-dalmatyńskiej, siedziba gminy Bol. W 2011 roku liczyło 1609 mieszkańców.
Jest najstarszym miastem na Braču, a jego gospodarka bazuje na rolnictwie, uprawie wina, rybołówstwie i turystyce. Miasto posiada ogółem 15 km piaszczystych i kamienistych plaż, rozciągających się od zatoki Martinica na wschodzie do zatoki Blaca na zachodzie, z najbardziej znaną Zlatni rat. Ten kamienisty cypel stanowi unikatowy fenomen i jest wcinającym się w głąb morza półwyspem, którego kształt i położenie zależą od wiatru i prądów morskich.
Leży u podnóża Vidovej Góry (778 m n.p.m.), która jest najwyższym szczytem nie tylko wyspy, ale i wszystkich innych wysp Adriatyku. Można na nią odbyć pieszą wędrówkę. Dynamiczny rozwój turystyki nastąpił tutaj w latach 70. XX w. Obecnie miasto proponuje swoim gościom wiele hoteli i apartamentów, jak również i liczne restauracje (m.in. „Bolski Plavac”). Dniem miasta Bol jest 5 sierpnia, uroczystość Matki Boskiej Śnieżnej, w którym – jak głosi legenda – spadł tutaj śnieg.
Miasto posiada łącznie 25 kortów tenisowych, oferując także możliwość gry w kręgle, piłkę nożną halową, koszykówkę i siatkówkę. Królują tutaj także sporty wodne, w tym windsurfing, nurkowanie czy podwodne rybołówstwo.
Bol leży tylko 15 km od lotniska międzynarodowego dla małych samolotów i posiada bardzo dobrą komunikację z głównymi europejskimi miastami. Połączenia ze Splitem są utrzymywane za pomocą szybkich łodzi i linii promowej z Supetaru.